# Região florística circumboreal

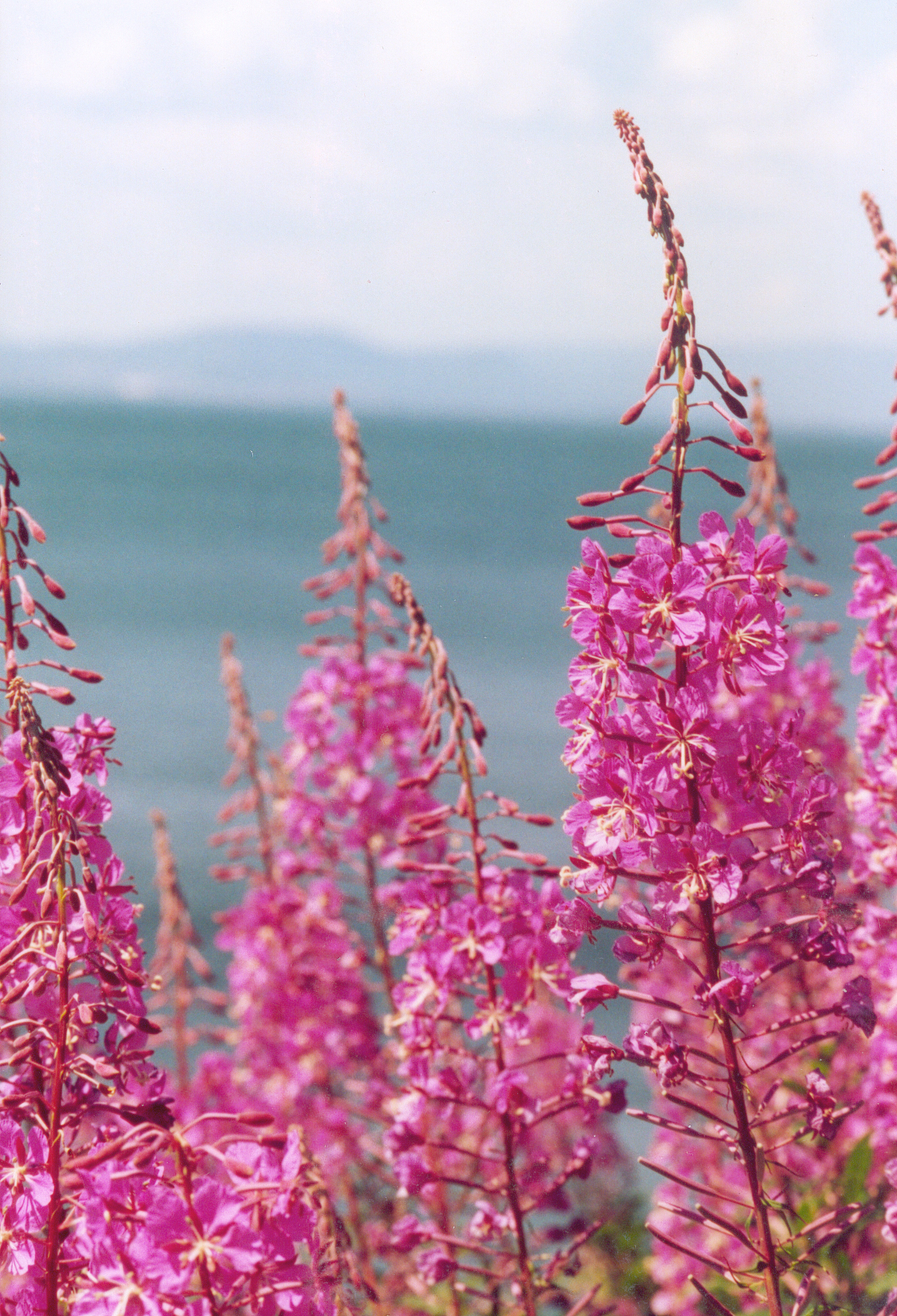
Epilobium angustifolium

A Região Circumboreal é uma região florística no Reino Holárctico na Eurásia e América do Norte, definida pelo geobotânicos como Josias Braun-Blanquet e Armen Takhtajan. É a maior região florística do mundo em área, compreendendo a maior parte do Canadá, Alasca, Europa, do Cáucaso e da Rússia, bem como do Norte da Anatólia (como a parte sul da região) e partes do norte da Nova Inglaterra, Michigan e Minnesota. Muitos geobotânicos dividem as áreas da Eurásia e da América do Norte em duas regiões distintas. Os continentes, porém dividem grande parte da sua flora boreal (por exemplo, Betula nana, Alnus viridis, Vaccinium vitis-idaea, Arctostaphylos uva-ursi). A flora foi severamente empobrecida durante as glaciações no Pleistoceno.
Não existem famílias biológicas endêmicas para a região, mas tem gêneros endêmicos (por exemplo, Lunaria, Borodinia, Gorodkovia, Redowskia, Soldanella, Physospermum, Astrantia, Thorella, Pulmonaria, Erinus, Ramonda, Haberlea, Jankaea, Stratiotes, Telekia) e muito de espécies endêmicas, especialmente nas montanhas.

## Bibliográficas
- C.Michael Hogan. 2011. Taiga. eds. M.McGinley & C.Cleveland. Encyclopedia of Earth. National Council for Science and the Environment. Washington DC
- David Lewis Lentz. 2000. Imperfect balance: landscape transformations in the Precolumbian Americas, Science, 547 pages, page
- Robert F. Thorne. Phytogeography of North America North of Mexico. Flora of North America, Vol. 1, Ch. 6.